# Myrmarachne vehemens
Myrmarachne vehemens este o specie de păianjeni din genul Myrmarachne, familia Salticidae, descrisă de Fox, 1937. Conform Catalogue of Life specia Myrmarachne vehemens nu are subspecii cunoscute.